# Platyrinchus cancrominus
Platyrinchus cancrominus là một loài chim trong họ Tyrannidae.